# 위저드리 III: 릴가민의 유산
《위저드리 III: 릴가민의 유산》(영어: Wizardry III: Legacy of Llylgamyn)은 서테크가 제작한 던전 탐험 롤플레잉 비디오 게임이다. 《위저드리》 시리즈의 세 번째 작품으로 애플 II로 먼저 개발돼 1983년에 출시됐다.
전작으로부터 한 세대 이후가 배경으로, 릴가민이 다시 위기에 처하자 막강한 용 르크레베스가 소유한 유물을 구하기 위해 던전을 탐험하는 이야기를 다뤘다. 게임플레이는 전작 두 작품과 대체적으로 동일하나 캐릭터 성장치에 성향을 추가해 이를 통해 게임을 진행하는 과정을 더했다.

## 반응
〈컴퓨터 게이밍 월드〉의 로버트 림스는 "《릴가민의 유산》은 이미 훌륭한 제품을 더욱 개선한 좋은 예시"라고 글을 남겼다.

## 참조

### 주해
1. ↑  애플 II판 출시명은 《위저드리 III: 릴가민의 유산 - 더 서드 시나리오》(Wizardry: Legacy of Llylgamyn - The Third Scenario)